# فينش (فلم)
فينش (بالإنجليزية: Finch) هو فيلم دراما خيال علمي أمريكي لعام 2021 من إخراج ميغيل سابوجنيك وبطولة توم هانكس،كيلب لاندري جونز،سميرة وايلي،لورا هارير وسكيت أولريك.

## روابط خارجية
- الموقع الرسمي
- مقالات تستعمل روابط فنية بلا صلة مع ويكي بيانات

لا توجد روابط لمواقع التواصل الاجتماعي.